# Perkebunan Hanna
Perkebunan Hanna is een bestuurslaag in het regentschap Labuhan Batu Utara van de provincie Noord-Sumatra, Indonesië. Perkebunan Hanna telt 369 inwoners (volkstelling 2010).